# Smicroplectrus hamatus
Smicroplectrus hamatus är en stekelart som beskrevs av Dmitriy R. Kasparyan 1977. Smicroplectrus hamatus ingår i släktet Smicroplectrus och familjen brokparasitsteklar. Inga underarter finns listade i Catalogue of Life.